# Convair XF-92
Le Convair XF-92 fut le premier avion à aile delta américain. Initialement conçu comme un intercepteur de défense local, la conception a été plus tard classée purement expérimentale.
Toutefois, sa conception, convenablement remaniée, a conduit Convair à utiliser l'aile delta sur un certain nombre de modèles, y compris le F-102 Delta Dagger, le F-106 Delta Dart, B-58 Hustler, F2Y Sea Dart de la Navy, ainsi que les XFY expérimentaux.

## Conception et développement

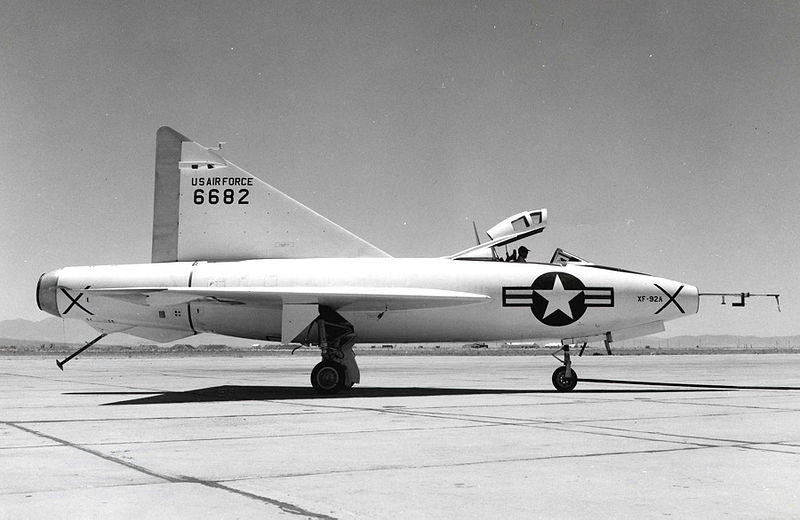
Le XF-92A sur la base Edwards Air Force Base, 1952.

Le XF-92-surnommé Dart- voit ses origines remonter à une demande d'août 1945 de l'USAAF pour un intercepteur supersonique capable de 700 milles par heure (1 127 km/h) en vitesse et pouvant atteindre 50 000 pieds (15 240 m) en quatre minutes.
Plusieurs entreprises ont répondu, et en mai 1946 Convair (alors encore Consolidated Vultee) a remporté l'appel, avec sa proposition d'avion à propulsion statoréacteur avec des ailes flèche à 45 degrés, sous le code projet Secret MX-813 de l'USAAF Air Materiel Command. Cependant, les essais en soufflerie ont montré un certain nombre de problèmes de conception.
Cherchant des solutions, Convair est tombé sur les travaux du Dr Alexander Lippisch, qui était venu aux États-Unis dans le cadre de l'opération Paperclip. Avant et pendant la guerre, Lippisch avait travaillé sur une variété d'aéronefs à voilure delta, d'abord des planeurs à basse vitesse, et plus tard des intercepteurs haute vitesse. Lippisch avait conclu que l'aile delta était un élément naturel des vols supersoniques, car le bord d'attaque reste en dehors de l'onde de choc de l'avant de l'avion. Il avait en projet de développer le Lippisch P13a, mais n'a progressé que dans le planeur sans moteur, le Lippisch DM-1.
Le P.13 se composait de deux grands triangles réunis. L'un formait la structure principale et l'aile, l'autre la dérive et l'habitacle. Les seules dérogations à la disposition triangulaire étaient une prise d'air ovale au niveau du nez, et une buse ronde à l'arrière. Le moteur était alimenté par de la poussière de charbon stockée dans un large disque tournant, cette étrange source d’énergie étant une solution au double problème du manque de pétrole et de capacité de production en Allemagne au moment où la conception était proposée. Convair a repris le travail Lippisch, l'a adapté à un jet utilisant le Westinghouse J30 assisté d'une batterie de six fusées à carburant liquide. Le moteur était un peu corpulent et ne rentrait pas dans l'aile de la conception originale P.13, forçant une autre étude. La nouvelle présentation place le moteur dans un fuselage cylindrique surdimensionné en apparence, et déplace le poste de pilotage hors du gouvernail triangulaire dans un cockpit au centre du fuselage, faisant aussi office de souris pour l'admission du moteur. La structure de base du fuselage était très semblable à la conception du Miles M.52, bien que le M.52 n'utilisait pas une aile delta. Le gouvernail de direction qui n'héberge plus le poste de pilotage ainsi, a été réduit en taille.
Le nouveau design a été présenté à l'U.S. Air Force en 1946, et a été accepté pour le développement sous le code XP-92.
Afin d'acquérir de l'expérience en vol avec l'aile delta, Convair a proposé de construire un prototype plus petit, le modèle 7002, ce que l'USAAF a accepté en novembre 1946.
La conception a été similaire dans la disposition générale, mais en plaçant le pilote dans un cockpit conventionnel à l'avant, au lieu de centré dans le fuselage, l'avion résultant avait l'air beaucoup moins étrange.
Afin de gagner du temps de développement et de l'argent, de nombreux composants ont été pris sur d'autres appareils, le train principal a été pris à un FJ-1 Fury, le train avant à un P-63 Kingcobra, le moteur et l'hydraulique à un Lockheed P-80 Shooting Star, le siège éjectable et la verrière du poste de pilotage ont été pris au Convair XP-81, abandonné, et les pédales de palonnier ont été prises à un BT-13 d’entraînement.
La construction a été déjà bien avancée au terrain Vultee à Downey, Californie, lorsque North American Aviation a repris les usines Vultee été 1947. La cellule a été déplacée à l'usine Convair de San Diego, et a été terminée à l'automne. En décembre elle a été livrée sans moteur au laboratoire Ames Research Center du NACA pour des essais en soufflerie. Après les tests la cellule est retournée à San Diego, où elle a été équipée d'un moteur Allison J33-A-21. Au moment où l'avion était prêt pour les essais, le concept d'intercepteur de défense local semblait dépassé et le projet (désormais rebaptisé) F-92 a été annulé. Il a été également décidé de renommer l'avion d'essai XF-92A.

## Histoire opérationnelle
En avril 1948, le XF-92A a été livré à Muroc Dry Lake, qui deviendra plus tard la base d'Edwards. Les premiers essais se sont limités au roulage, même si un saut de puce a été fait le 9 juin 1948.
Le premier vol du XF-92A eut lieu le 18 septembre 1948 avec Ellis D. "Sam" Shannon, pilote d'essai de Convair, aux commandes.
Après avoir testé par la société, l'avion a été remis à l'USAAF, le 26 août 1949, les essais étant confiés à Frank Everest (en) et Chuck Yeager.
Yeager a été le premier pilote de l'Air Force à voler sur le XF-92A. Lors de son deuxième vol, il a lancé l'avion dans un retournement à 4 g, atteignant brièvement Mach 1,05. À l'approche pour l'atterrissage sur ce même vol, il a continué à tenir le nez plus en plus haut afin de ralentir la vitesse pour éviter les problèmes rencontrés lors de sa première tentative. Étonnamment, l'avion n'a tout simplement pas décroché, et il a pu continuer à relever le nez jusqu'à ce qu'il atteigne 45 degrés, contrôlant le vol dans cette position jusqu'à un atterrissage à 67 mi/h (108 km/h), 100 mi/h (161 km/h) de moins que Convair l'avait prévu.
En 1951, le XF-92A a été réaménagé avec un moteur Allison J33-A-29 avec un système de postcombustion, offrant une poussée de 7 500 lb (3 402 kg). Le XF-92A remotorisé a été piloté par Yeager pour la première fois le 20 juillet 1951. Il n'y avait cependant que très peu d'amélioration de performances. En outre, il y avait des problèmes d'entretien de ce moteur et seulement 21 vols ont été effectués au cours des 19 mois suivants.
Un changement de moteur final a été effectué avec le J33-A-16 délivrant 8 400 lb (3 810 kg).
Le 9 avril 1953, Scott Crossfield a commencé une série de vols pour le compte du NACA. Ces tests ont révélé une tendance violente au cabrage en virage à haute vitesse, souvent jusqu'à 6 g, et une fois à 8 g. L'ajout de cloisons de décrochage a atténué ce problème.
Aucun des pilotes n'a dit beaucoup de bien sur l'avion. Yeager a commenté « C'était un avion difficile à piloter, mais... je l'ai amené à Mach 1,05. » Crossfield a été plus direct, en disant : « Personne ne voulait voler sur le XF-92. Il n'avait aucun supporter chez les pilotes. C'était une misérable bestiole volante. Tout le monde s'est plaint qu'il manquait de puissance,. »

## Influence
La faible traînée des ailes delta, le profil en croix, le faible poids et la résistance de la structure étaient une bonne combinaison pour un avion supersonique (bien que le fuselage était d'avant la loi des aires). La grande surface de 39 m2, et la charge alaire faible, ont eu comme résultat des performances excellentes aussi à basse vitesse. De très lentes vitesses d'atterrissage pouvaient être atteintes, au prix d'angle d'atterrissage très cabré et une pauvre visibilité résultante. La combinaison de bonnes caractéristiques tant à haute qu'à basse vitesse était très difficile à réaliser sur d'autres formes de plan. Bien que le XF-92 en lui-même n'était pas apprécié, le concept avait clairement promis à l'aile delta de devenir un « standard » de conception pour Convair dans les années 1950 et 1960.
Les concepteurs étaient particulièrement intéressés par le comportement étonnamment bon à basse vitesse qu'Yeager avait remarqué à son deuxième vol. L'avion avait continué à rester contrôlable à un angle d'attaque (alpha) très élevé, où un avion de type conventionnel aurait décroché. La raison s'est avérée être la création inattendue d'un grand tourbillon au-dessus de l'aile, généré par l'air entre le fuselage et le bord d'attaque de l'aile à forte valeur de l'angle alpha. Le tourbillon reste « attaché » à la surface supérieure de l'aile, lui fournissant de l'air se déplaçant à des vitesses beaucoup plus grandes que la vitesse de l'avion. En contrôlant le flux dans ce domaine critique, l'enveloppe de rendement du delta pourrait être considérablement élargie, ce qui a conduit à l'introduction de plans canard sur la plupart des modèles à voilure delta dans les années 1960 et 1970.
Plus récemment, les « mini-deltas », sous la forme d'extension d'arêtes, sont devenus habituels sur la plupart des avions de chasse, en créant le tourbillon sur une aile de forme plus conventionnelle.

## Survivants
Après l'effondrement de son train avant en octobre 1953, le XF-92A a été retiré du pilotage actif. Il a passé la plupart de la décennie suivante à l'extérieur. En 1962, il a été donné au National Museum of the United States Air Force, de Wright-Patterson Air Force Base, près de Dayton, dans l'Ohio. Il est en cours de restauration.

## Opérateurs
États-Unis
- United States Air Force

## Culture populaire
Une prestation inhabituelle du XF-92A fut comme un acteur de cinéma, dans le rôle du MiG-23 dans le film de Howard Hughes, Les espions s'amusent, avec John Wayne et Janet Leigh. Dans cette configuration, l'appareil est repeint avec une élégante livrée bicolore, avec une mention MIG 23 en majuscules romaines de très grand format sur la dérive ...là où normalement on s'attendrait à des lettres cyrilliques. En raison de ce retard prolongé dans la sortie du film, au moment où il est sorti en 1957, le rôle du XF-92A avait été coupé au montage. Il est apparu dans le film Je reviens de l'enfer (1956) avec William Holden, encore une fois sous les traits d'un autre avion, cette fois, le F-102.